# 시지메드텍
주식회사 CG메드텍(CG MedTech)은 대한민국의 정형외과 임플란트 기업이다. 사명인 CG는 Cell & Growth Factor의 머리글자이다.

## 역사
1997년에 설립되었으며 2024년 바이오 재생의료 기업 시지바이오에 의해 인수되었다. 이노시스에서 현재의 사명으로 변경하였다.

## 논란
2023년 48억 규모의 손해배상 청구 소송에서 대법원이 기각 판결을 받은 바 있다 2024년 한국거래소가 회사의 상장 유지 결정을 내려 약 1년 6개월 만에 매매가 재개될 예정이다 2023년 회사의 전 대표의 56억원 배임 혐의 무혐의 결론이나서 경찰 불송치 결정을 받은 바 있다